# Дробильщики камня (Курбе)
«Дробильщики камня» (фр. Les Casseurs de pierres; другие названия «Дробильщики шоссейного камня», «Каменотёсы») — картина французского художника Гюстава Курбе, написанная в 1849 году. Хранилась в дрезденской галерее. Была уничтожена в 13 февраля 1945 года, когда во время перевозки 154 картин в Крепость Кёнигштайн, транспорт попал в район бомбардировки союзными войсками.

## Описание
На картине изображены двое мужчин в натуральную величину, занятых тяжелым, изнуряющим трудом, на фоне темного холма. В изношенной одежде, отвернувшись от зрителя они поглощены своей работой. Один несёт большую корзину с уже раздробленным камнем, в то время как другой, стоящий на одном колене — замахнулся молотком с длинной рукоятью. Вокруг фигур изображена различная утварь: слева — плетёная корзина, справа — кастрюля, ложка и кусок чёрного хлеба.
Внизу слева находится большая оранжевая подпись художника.

## История

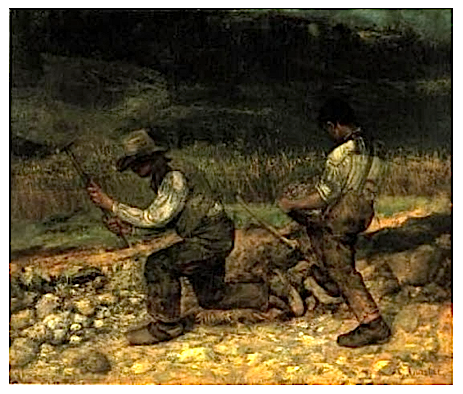
Дробильщики камня (1849), холст, масло, 56 × 65, музей Оскара Рейнхарта "Am Römerholz" (Винтертур, Швейцария).

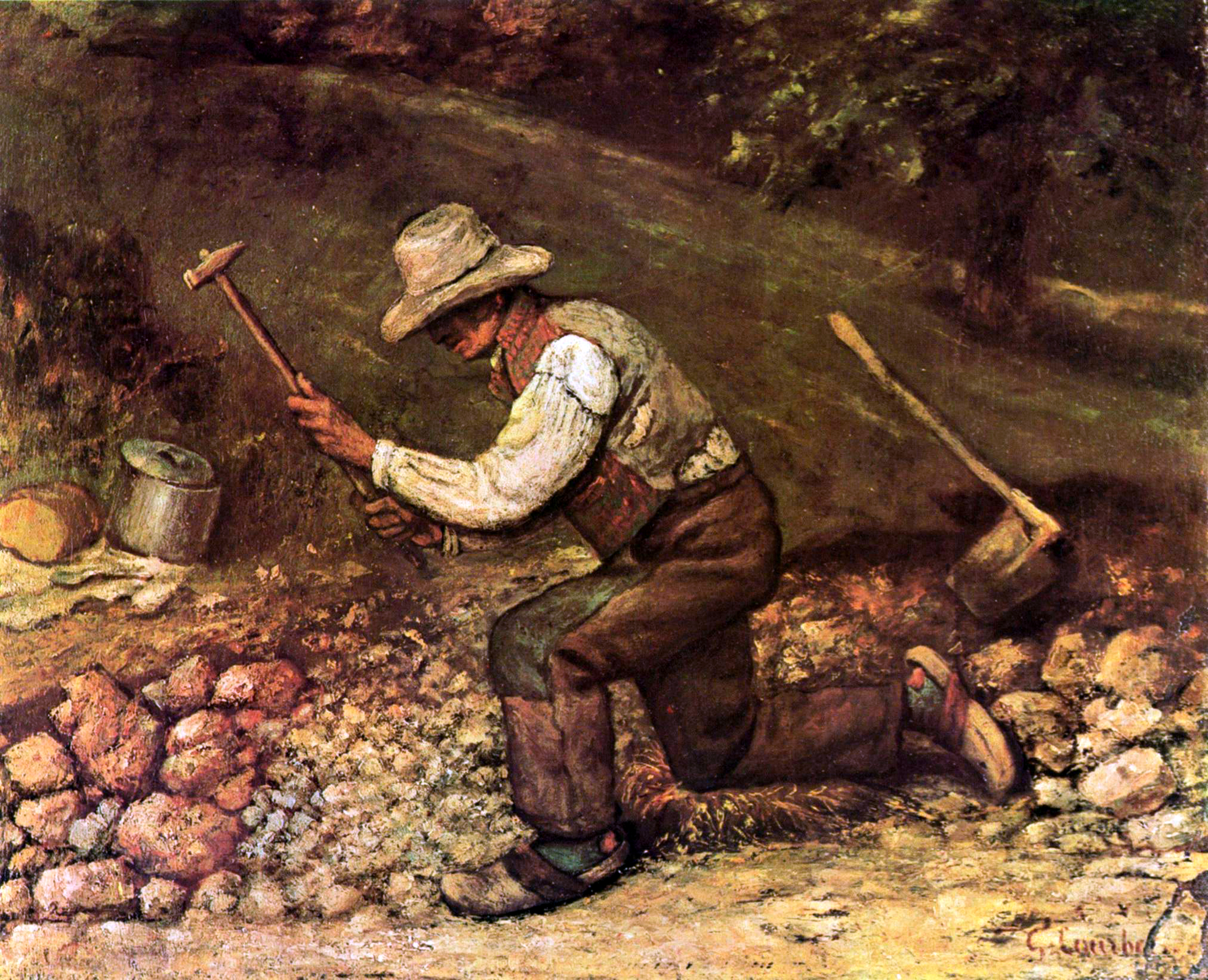
Дробильщик (1849), холст, масло, 45,5 × 54,5, Милан, частная коллекция.

Картина была написана в 1849 году и была одной из трёх работ, представленных Курбе на парижский салон 1850—1851 (двумя другими были: «Крестьяне Флаже возвращаются с ярмарки» и «Похороны в Орнане»)
Курбе писал, что случайно встретил этих рабочих на дороге:
Я шёл в замок Сен-Дени, чтобы написать пейзаж, (...) Я остановился, чтобы рассмотреть двух мужчин на краю дороги, редко можно встретить более полное выражение страдания, так и появился эскиз...
Рабочие согласились позировать для художника.

Курбе представляет свою картину следующим образом: 
Это картина изображает двух дробильщиков, которых очень жаль; один  старик, как старая машина, ставшая жесткой из за работы и возраста; смуглая голова, покрытая соломенной шляпой, почерневшей  от пыли и дождя. Его руки видны из под грубой льняной рубашки; табакерка из рога с медной окантовкой выглядывает из кармана полосатого жилета; его колено лежит на соломенном факеле, сквозь изношенные синие чулки видна пятка потрескавшейся стопы. Позади него, молодой человек лет пятнадцати, имеющий стригущий лишай; лохмотья грязного белья служат ему рубашкой, которая не закрывает его руки и бока: его брюки поддерживают кожаный ремешок, а на ногах у него поношенные старые туфли отца.
Lettre de Courbet à Jules Champfleury, Ornans, printemps 1850

## Провенанс
Впервые картина была выставлен в парижском салоне 1850—1851 годах. Затем — на персональной выставке Курбе в 1867 году, после чего её купил Лоран-Ричард, который перепродал полотно в 1871 году Бинану. В 1909 году, после смерти Бинана, картина была приобретена Галерей старых мастеров из Дрездена. Холст был уничтожен во время бомбардировки города в феврале 1945 года.
Сохранилось два первых подготовительных эскиза маслом. Первый, размером 65 х 66 см, показывает двух рабочих, стоящих слева, с подписью справа внизу. Он выставлен в музее Оскара Рейнхарта «Am Römerholz» (Винтертур, Швейцария). На втором, размером 45 х 54,5 см, изображен только один рабочий в шляпе. Хранится в частной коллекции. Сохранился также карандашный рисунок молодого дробильщика (Музей Эшмола).

## Критика
Философ Прудон называл картину «первым социальным манифестом». Он видел в картине «визуальное осуждение капитализма и жадности». Историк искусства Шейла Мюллер сравнила воздействие композиции с картиной Йосефа Исраэлса «Проходя мимо могилы матери» из-за «монументальной трактовки обыденности». В 2009 году историк искусства Кэтрин Келли Галиц сказала: «Кубре бросил вызов условностям, изобразив сцены из повседневной жизни в больших масштабах, ранее зарезервированных для исторической живописи в подчеркнуто реалистичном стиле».
Картина «Дробильщики камней» вызвала споры на Парижском салоне. Изображение людей, которые трудились в нищете, было сочтено неуместным. Рабочие низкого происхождения, изображенные на большом полотне, были сочтены изображением уродства.